# Luke Whitlock
Luke Whitlock, född 8 mars 2006, är en amerikansk simmare.

## Karriär
Vid de amerikanska OS-uttagningarna, i juni 2024, placerade sig Whitlock på en andra plats på 800 meter, och kvalificerade sig till OS 2024.